# Ans
Ans er en by på den sydvestlige side af Tange Sø i Midtjylland med 1.906 indbyggere  (2025). Ans ligger i Silkeborg Kommune, Region Midtjylland.
Den midtjyske by har egen kirke, Ans Kirke. Desuden har byen indkøbsmuligheder i form af blandt andet supermarkeder, brugskunst, blomsterhandler, hvidevarebutik, tæppehandler, frisører og møbelbutik. Yderligere har byen en folkeskole med cirka 500 elever.
Primærrute 26, der er hovedvejen mellem Viborg og Aarhus går langs søbredden på byens nordøstlige side. Fra Ans er der 8 kilometer til Rødkærsbro, 10 til Bjerringbro, 17 til Silkeborg og 21 til regionshovedbyen Viborg.
Sekundærrute 186 starter i den nordlige ende af byen.
I 1970-2006 lå byen i Kjellerup Kommune i Viborg Amt.

## Tange Sø Folk Festival
En årlig tilbagevendende begivenhed i Ans er Tange Sø Folk Festival, som finder sted i august måned. Musisk lægger festivalen sig op af skotske og irske folk genre. Desuden er der ofte indslag af kendte danske bands med folkeligt islæt, eksempelvis Tørfisk og De Gyldne Løver.